# Sixten Abrahamsson
Sixten Abrahamsson, född 14 januari 1930 i Malungs församling, Kopparbergs län, död 13 januari 1984 i Fässbergs församling, Göteborgs och Bohus län, var en svensk kemist.
Abrahamsson studerade vid Uppsala universitet och blev doktorand hos Gunnar Hägg, som ägnade sig åt röntgenkristallografi och hade vidgat sitt forskningsområde till oorganiska molekyler av biokemiskt intresse. I ett samarbete med Einar Stenhagen kom Abrahamssons avhandlingarbete att ägnas åt undersökningar av strukturen hos fettsyror, och han disputerade för doktorsgraden 1959.
Efter ett år hos Doroty Hodgkin på Oxford University fick Abrahamsson en tjänst vid Göteborgs universitet, dit Stenhagen hade flyttat några år tidigare. 1966 fick han av Medicinska forskningsrådet en personlig tjänst som professor i organisk strukturkemi vid medicinska fakulteten i Göteborg. Hans forskningsgrupp ägnade sig åt studier av sambandet mellan struktur och funktion hos biologiskt aktiva molekyler, senare framför allt biomembraners lipider.
Abrahamsson invaldes 1974 som ledamot av Vetenskapsakademien.